# Universidad de Sucre
La Universidad de Sucre es una universidad pública colombiana, sujeta a inspección y vigilancia por medio de la Ley 1740 de 2014 y la ley 30 de 1992 del Ministerio de Educación de Colombia. Fue fundada en 1977 y comenzó a prestar sus funciones en el año de 1978. Su sede principal está ubicada en la ciudad de Sincelejo capital del departamento de Sucre.
El 2 de agosto de 2022, el Ministerio de Educación le otorgó la Acreditación Institucional de Alta Calidad por 6 años.
En la actualidad cuenta con 15 programas de pregrado en modalidad profesional y 4 en modalidad de tecnología, 4 de especialización, 10 de maestría y 2 de doctorado; convirtiéndose así, en una excelente alternativa al momento de realizar estudios profesionales en las modalidades de pregrado o posgrado.

## Historia
El 1 de octubre de 1977, el gobernador del Departamento de Sucre, Rafael Vivero Percy, asesorado por Asociación de Departamentos de la Costa Atlántica (SIPUR) presentó a la Asamblea de Sucre la exposición de motivos del proyecto de ordenanza por el cual solicitaba se revistiera al gobernador del Departamento, facultades para crear, organizar, reglamentar y poner en funcionamiento un Instituto de Educación Superior que sería llamado Universidad Tecnológica de Sucre. El 11 de octubre de 1977, se dio el primer debate reglamentario. El 15 y 18 de noviembre del mismo año se dio el segundo y tercer debate, respectivamente.
El 24 de noviembre de 1977, el entonces Gobernador del Departamento de Sucre, Ramiro Torres Vergara, sancionó el acto legislativo más importante en el renglón de la educación Sucreña: La creación de la Universidad de Sucre (Ordenanza 01 de 1977), y le confirió facultades al Gobernador para organizar y reglamentar el funcionamiento de la Institución.
El 7 de diciembre de 1977 y mediante convenio con la Universidad Nacional de Colombia se nombró a Víctor Albis González como Rector y se inició la organización académica y administrativa. El 5 de agosto de 1978, con la presencia del Director del ICFES, y los Rectores de las Universidades de la región Caribe colombiana se inauguró la Universidad de Sucre y con ella la iniciación de labores académicas.
La institución confirmó su carácter de Universidad, el día 3 de abril de 1995, cuando el Consejo Nacional de Educación Superior (CESU), mediante resolución N.º 1064 del Ministerio de Educación Nacional le dio este reconocimiento. Se Iniciaron labores académicas con los programas de Licenciatura en Matemáticas, Tecnología en Enfermería, Ingeniería Agrícola y Tecnología en Producción Agropecuaria.

### Estructura Organizativa
La estructura organizativa de la Universidad de Sucre está encabezada por el Consejo Superior y la Rectoría, como órganos directores los cuales tiene como organismos asesores inmediatos al Consejo Académico, Oficina de Planeación y Oficina Jurídica. Adscrita a la Rectoría se encuentran las Vicerrectorias Académica y Administrativa con sus respectivas Divisiones Académicas y Administrativa. En cumplimiento del Artículo 214 de la ley 115 de 1994, la Universidad de Sucre presentó el Plan de Desarrollo.

### Anotaciones anecdóticas

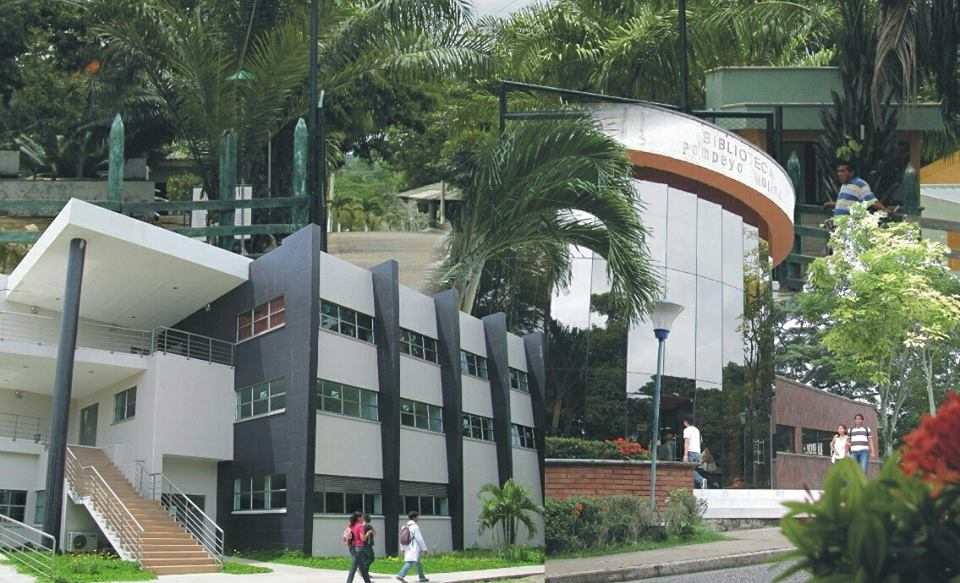

Creada la Universidad, nombrado su primer Rector surge la pregunta; ¿Dónde va a funcionar?. Por gestiones del Rector Dr. Víctor Albis, se logra en la unidad intermedia de salud, antes Hospital San Francisco de Asís.
La Universidad necesita sede propia y esto se constituye en el gran imperativo para la administración de la Institución y para el Gobierno Departamental. Surge entonces una oferta: La Finca Puerta Roja. El Gobernador negocia, con el propietario y se inicia la espera. Cuando Directivos, Profesores y Estudiantes sienten que el departamento está demorando la decisión optan en mayo de 1979, por ejercer presión mediante una toma masiva, pero pacífica de la finca en donde se realiza la primera jornada de arborización y la primera fiesta de la esperanza que siguieron alimentando hasta lograr que se construyeran las primeras aulas y la civilización de una zona a la que se llegaba por un camino de herradura y en el invierno había que transitar apoyados en bastones improvisados para no caer en el barrizal.
Solo hasta mayo de 1993, se hace el traslado de esta parte de la Universidad a su sede de Puerta Roja.

### Unisucre en sus 40 años (2017)
El pasado 24 de noviembre de 2017, la principal Universidad del Departamento de Sucre, cumplió sus primeros 40 años. Para esta ocasión celebró sus bodas de Rubí. La Universidad de Sucre se ha destacado por brindarle a la región Caribe y al país, educación de calidad en las modalidades de pregrado y postgrado.

## Símbolos

### Himno
Letra: Lic. Julio Sierra Domínguez.
Música: Maestro. Pedro Torres Arroyo.
CORO:
Hogar y estandarte en Sucre,
recinto del saber sagrado,
alegres hoy te cantamos,
buscando el cambio siempre anhelado...
I.
Juventud de nobles pueblos,
mente de hombres hermanos,
Universidad de Sucre, flor de jardines humanos...
la ciencia, tu gran ideal;
el campo, bandera y bonanza;
el progreso tu voz y esperanza al buscar
un mejor despertar (coro).
II.
Bello sol que sin fronteras,
con tu luz das bendición;
a hombres ríos y praderas,
hijos de la sierra flor;
rodeada de vientos suaves...
que abrazan, tus verdes sabanas;
libertad es tu grito en la aurora del mañana
futuro y verdad (bis).

## Campus
La Universidad de Sucre, cuenta con tres campus en la ciudad de Sincelejo, a saber:

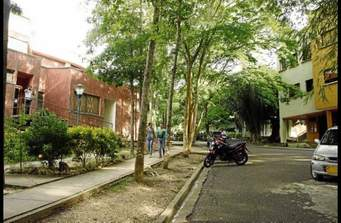
Campus Puerta Roja (Principal)

### Puerta Roja
Es el campus principal de la Universidad de Sucre. Se ubica en el barrio puerta roja, en la Cra 28 # 5-267. En esta sede funcionan las facultades de: Ingenierías; Ciencias Económicas, Administrativas y Contables; la Facultad de Jurisprudencia, Ciencias Políticas y Relaciones Internacionales y la Facultad de Educación y Ciencias.

### Campus Ciencias de la Salud
se halla ubicada contiguo al Hospital Universitario de Sincelejo, en el barrio la Pajuela, dirección: 16B # 13B-80. Allí funciona exclusivamente la Facultad de Ciencias de la Salud (Medicina, Enfermería, Fonoaudiología y Regencia de Farmacia). 

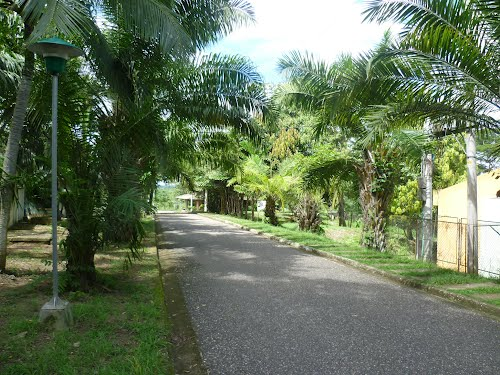
Campus Puerta Verde

### Puerta Verde

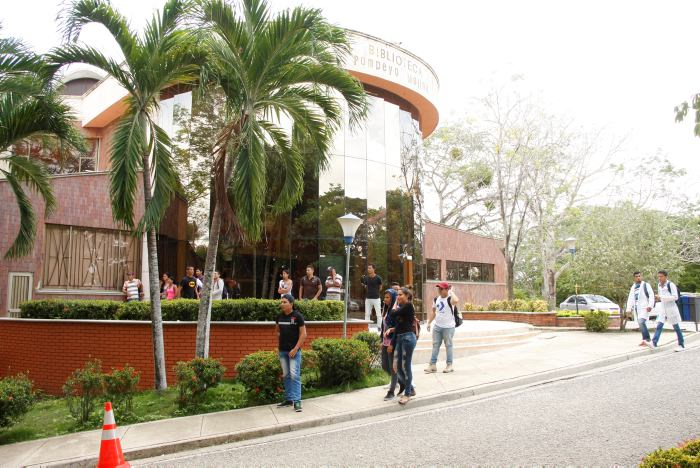
Biblioteca Pompeyo Molina

Este campus está ubicada en la vía que de Sincelejo conduce al municipio de Sampués, justamente en el kilómetro 7. Allí, funciona la Facultad de Ciencias Agropecuarias.

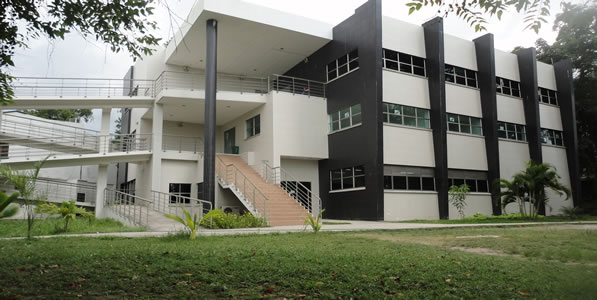
Campus Puerta Blanca

## Pregrados
FACULTAD DE CIENCIAS DE LA SALUD
- Medicina
- Fonoaudiología - *Acreditación de Alta Calidad*
- Enfermería
- Tecnología en Regencia de Farmacia

FACULTAD DE INGENIERÍAS
- Ingeniería Agrícola
- Ingeniería Agroindustrial - *Acreditación de Alta Calidad*
- Ingeniería Civil - *Acreditación de Alta Calidad*
- Ingeniería Electrónica
- Tecnología en Electrónica Industrial
- Tecnología en Obras Civiles

FACULTAD DE EDUCACIÓN Y CIENCIAS
- Biología - *Acreditación de Alta Calidad*
- Licenciatura en Física
- Licenciatura en Matemáticas - *Acreditación de Alta Calidad*
- Licenciatura en Lenguas Extranjeras

FACULTAD DE JURISPRUDENCIA, CIENCIAS POLÍTICAS Y RELACIONES INTERNACIONALES
- Derecho

FACULTAD DE CIENCIAS AGROPECUARIAS
- Zootecnia - *Acreditación de Alta Calidad*

FACULTAD DE CIENCIAS ECONÓMICAS, ADMINISTRATIVAS Y CONTABLES
- Administración de Empresas - *Acreditación de Alta Calidad*
- Economía
- Contaduría Pública
- Tecnología en Gestión Empresarial

## Posgrados
ESPECIALIZACIONES:
- Especialización en Gerencia de Proyectos
- Especialización en Gerencia de Mercadeo - Convenio EAN
- Especialización en Gerencia del Talento Humano
- Especialización en Seguridad y Salud en el Trabajo

MAESTRÍAS:
- Maestría en Ingeniería (Énfasis en: Agroindustrial y Civil).
- Maestría en Ciencias Físicas - SUE CARIBE
- Maestría en Ciencias Ambientales - SUE CARIBE
- Maestría en Ciencia Animal
- Maestría en Biología
- Maestría en Salud Pública
- Maestría en Enfermería. Convenio Universidad de Nacional de Colombia.
- Maestría en Tributación y Política Fiscal. Convenio Universidad de Medellín
- Maestría en Administración de Empresas - MBA.
- Maestría en Educación - SUE CARIBE

DOCTORADOS:
- Doctorado en Ciencias Físicas - SUE CARIBE
- Doctorado en Medicina Tropical

## Gobierno
- Consejo Superior: Es el máximo organismo de dirección y gobierno de la Universidad encargado de definir las políticas académicas, administrativas, financieras, contractuales y de planeación de la institución. Los Representantes de los Docentes, Estudiantes, Egresados, Exrectores y del Sector Productivo, son elegidos para un periodo de dos (2) años por los integrantes de cada estamento mediante elección popular.

- Consejo Académico: Es el organismo asesor del Rector, que se encarga de coordinar y velar por el cumplimiento eficaz de los objetivos docentes de la Institución, de manera que se exija y mantenga el mejor nivel académico de la enseñanza. El representante de los Estudiantes y de los Docentes son elegidos para un periodo de dos (2) años por los integrantes de cada estamento mediante elección popular.

- Rectoría: El actual rector de la Universidad de Sucre es el doctor Vicente Periñán Petro, quien nació en el corregimiento de La Madera, jurisdicción del municipio San Pelayo, en el departamento de Córdoba, un 19 de julio de 1952. Periñán Petro es amante de la música vernácula y de las tradiciones culturales. El hoy Rector de la Universidad de Sucre, se graduó de bachiller en el Colegio Andrés Rodríguez B., de Sahagún, en diciembre de 1973. Luego, siguió sus estudios profesionales en la Universidad de Córdoba, Institución en donde obtuvo, en mayo de 1980, el título de Médico Veterinario Zootecnista. Con las ansias de seguir preparándose profesionalmente, y estando ya vinculado a la Universidad de Sucre desde junio de 1982 como docente universitario asociado de carrera, inició su Especialización en Gerencia de la Educación, postgrado que ofrecía el alma mater en convenio con la Universidad Ciego de Ávila – Cuba, y del cual se graduó en diciembre de 1996; años después, en agosto de 2004, obtiene el título de Magíster en Administración de la Universidad de la Salle – Bogotá. El Rector, Vicente Periñán Petro, ha sido también capacitador superior a través de seminarios y conferencias para ejecutivos y organizaciones acerca de cómo administrar para conseguir un mejoramiento rápido y constante en las empresas. Cuenta con estudios y experiencia en desarrollo y asesorías empresariales y de investigaciones, marketing organizacional, desarrollo y cambio organizacional, liderazgo, gerencia estratégica y dirección organizacional.Edificio administrativo - Rectoría de la Universidad de Sucre. También, denominado la "casa blanca".

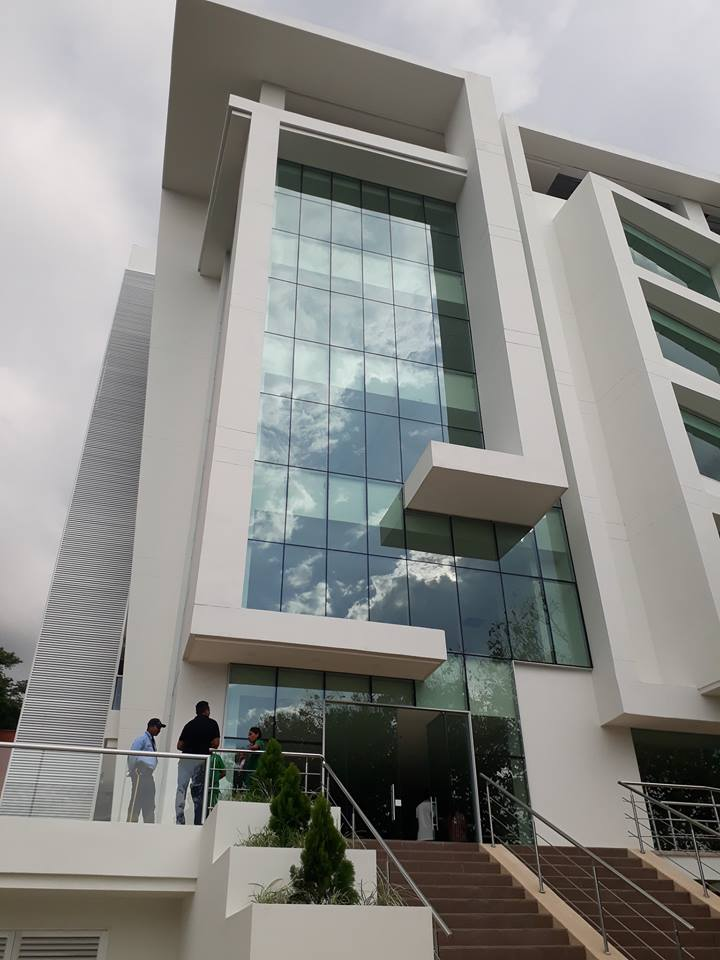
Edificio administrativo - Rectoría de la Universidad de Sucre. También, denominado la "casa blanca".

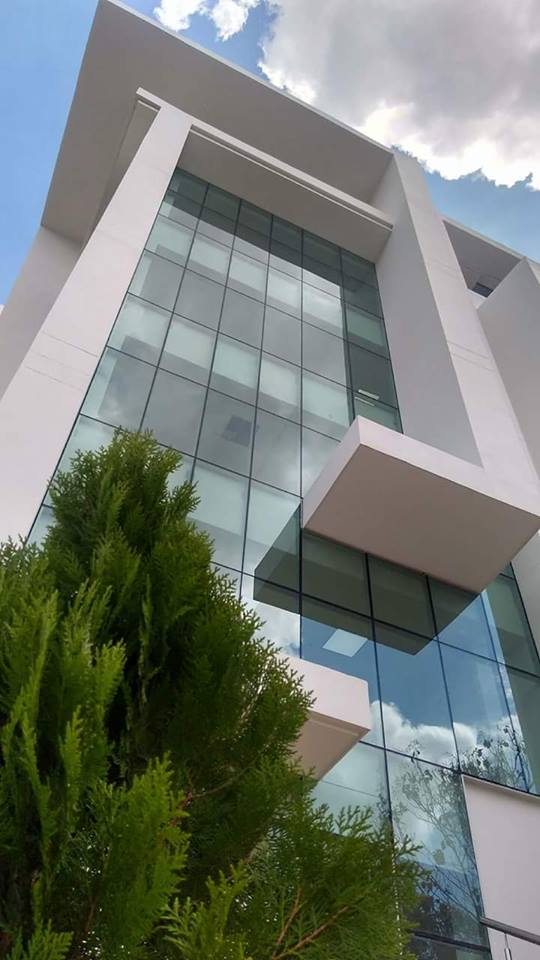
Edificio Administrativo de la Universidad de Sucre

## Investigación
La Universidad de Sucre se ha propuesto como objetivo estratégico realizar investigación de alto nivel mediante el desarrollo científico, la innovación tecnológica y la generación de conocimiento, que aporte a la transformación social, política y productiva de la región y el país; como también obtener el reconocimiento internacional en materia de investigación (Plan Estratégico y Prospectivo de la Universidad de Sucre 2011-2021).
Es así, que la Universidad de Sucre, ha orientado su actividad investigativa y ha organizado su Sistema de Investigación Universitario, el cual está compuesto por (según Acuerdo 06 de 2005):
- Grupos de investigación, que constituyen la célula vital del sistema, conformado por docentes y estudiantes.
- Consejos de Facultad.
- Comité de Investigación de las Facultades.
- Comité Central de Investigación – CCI.
- Consejo Académico.

### Grupos de Investigación
La Universidad de Sucre, cuenta con 25 grupos de investigación reconocidos por COLCIENCIAS, a saber:
- 1.	Grupo de Investigación e Innovación en Electrónica (GINELECT) - Categoría D.
- 2.	OIKOS - Categoría C.
- 3.	Grupo de Teoría de la Materia Condensada - Categoría C.
- 4.	Investigaciones Biomédicas - Categoría B.
- 5.	Grupo de Investigaciones de Salud - GINDES - Categoría C.
- 6.	FONOCIENCIA - Categoría D.
- 7.	Estrategia y Gestión - Categoría C.
- 8.	Estadística y Modelamiento Matemático aplicado a Calidad Educativa - Categoría A.
- 9.	Reproducción y Mejoramiento Genético Animal - Categoría C.
- 10.	Grupo de investigación en biotecnología vegetal de la Universidad de Sucre - Categoría C.
- 11.	GRESA - Categoría C.
- 12.	Desarrollo e Innovación de Procesos Alimentarios DESINPA - Categoría D.
- 13.	Grupo de Investigación Tecnocrítico - Categoría D.
- 14.	Gestión Integral de Procesos, Medio Ambiente y Calidad GIMAC - Categoría C.
- 15.	Grupo de Investigación en Biología de Microorganismos (GIBM) - Categoría C.
- 16.	Grupo de Investigación en Gestión de la Producción y la Calidad Organizacional - Categoría C.
- 17.	Conservación del Recurso Hídrico y Alimentos - CRHIA - Categoría B.
- 18.	Procesos Agroindustriales y Desarrollo Sostenible (PADES) - Categoría B.
- 19.	Proyecto Pedagógico-ProPed - Categoría C.
- 20.	Evolución y Sistemática Tropical - Categoría C.
- 21.	Grupo de Investigación Medio Ambiente y Aguas (GIMAGUAS) - Categoría D.
- 22.	Grupo de Investigación en Biodiversidad Tropical - Categoría B.
- 23.	Bioprospección Agropecuaria - Categoría B.
- 24.	Cuidado de la Salud - Categoría C.
- 25.   Bioindustrias - Categoría C.

## Indicadores institucionales

### Posicionamiento Nacional e Internacional
- Departamento de Sucre: La Universidad de Sucre es la mejor Institución de Educación Superior de la ciudad de Sincelejo y de todo el departamento de Sucre (Colombia).

- Regional: A nivel de la región Caribe colombiana, la Universidad de Sucre es la séptima mejor universidad a nivel Regional. La antecede la Universidad Autónoma del Caribe y la precede la Universidad de la Costa - CUC.

- Nacional: A nivel país, la Universidad de Sucre se ubica en la posición n.º 70, después de la Universidad EAN y antes que la Fundación Universitaria Konrad Lorenz.

- Internacional: La Universidad de Sucre a nivel internacional, ocupa la posición n.º 6.238.

## Acreditación Institucional de Alta Calidad
La Universidad de Sucre, se caracteriza por ser una de las universidades públicas más joven de la república de Colombia, la cual se visiona como una de las instituciones de educación superior con los más altos estándares de calidad.
UNISUCRE, desde hace años le venía  apostando a la Acreditación Institucional de Alta Calidad, hasta lograrla el día 2 de agosto de 2022, por un término de 6 años. La Acreditación Institucional de Alta Calidad, es uno de los reconocimientos más importantes a la calidad de la educación superior en Colombia, por consiguiente, UNISUCRE de ahora en adelante hará parte de un selecto grupo de las mejores IES del país, por lo tanto, su proyección se debería fortalecer integralmente de la mano de la excelencia académica.

### Programas con Acreditación
En la actualidad, la Universidad de Sucre, cuenta con siete programas con Acreditación de Alta Calidad, los cuales son:
- INGENIERÍA CIVIL

- BIOLOGÍA

- LICENCIATURA EN MATEMÁTICAS

- INGENIERÍA AGROINDUSTRIAL

- FONOAUDIOLOGÍA

- ZOOTECNIA

- ADMINISTRACIÓN DE EMPRESAS

### Programas sin Acreditación
La Universidad de Sucre, con miras a la Acreditación Institucional de Alta Calidad, en su Plan Estratégico plantea la Acreditación de Programas de Pregrado. En virtud a lo anterior, desde ya se tienen proyecciones importantes para ir rumbo a la Acreditación de los siguientes programas:
- INGENIERÍA AGRÍCOLA

- TECNOLOGÍA EN OBRAS CIVILES

- DERECHO

- CONTADURÍA PÚBLICA

- ECONOMÍA

- MEDICINA

- ENFERMERÍA

- LICENCIATURA EN FÍSICA

- TECNOLOGÍA EN REGENCIA DE FARMACIA

- TECNOLOGÍA EN ELECTRÓNICA INDUSTRIAL

- TECNOLOGÍA EN GESTIÓN EMPRESARIAL

### Proyecto de Acreditación Institucional de Alta Calidad
La Universidad de Sucre, se visiona en el corto plazo, como la primera Institución de Educación Superior con Acreditación Institucional de Alta Calidad en el departamento de Sucre (Colombia).
En virtud a lo anterior, Unisucre se proyecta hacia la Acreditación Institucional de Alta Calidad, con el apoyo de sus estudiantes, docentes, directivos, egresados y gremios, lo cual permita aunar esfuerzos y así contribuir entre todos a que el sello de calidad Unisucre se materialice.
De acuerdo con Vicente Periñán Petro, rector de la Universidad de Sucre, la institución ha decidido iniciar el proceso de Acreditación Institucional de Alta Calidad, el cual lo soporta en los indicadores obtenidos por la IES más importante del Departamento de Sucre durante su administración, a saber: cinco (5) programas de pregrado acreditados y uno (1) esperando resolución del Ministerio de Educación Nacional (MEN), 26 grupos de investigación
categorizados por Colciencias (3 en categoría A, 4 en categoría B, 18 en categoría C, 1 reconocido), treinta y siete (37) investigadores en categoría Júnior, Asociado y Sénior, primer puesto en la región en Pruebas Saber en algunos programas académicos, incremento significativo del número de docentes con formación doctoral a través de las vinculaciones por concurso y el desarrollo de planes de cualificación, fortalecimiento de las relaciones internacionales, inversiones en infraestructura física dotando el campus de nuevas aulas de clase, laboratorios, oficinas para docentes y otros escenarios; evidencian el avance hacia la calidad, que ha emprendido la institución.
Finalmente, es en el año 2022 cuando la principal alma mater del departamento de Sucre logra ser Acreditada Institucionalmente en Alta Calidad, siendo uno de los logros más importantes de una de las mejores Universidades de la Región Caribe y de Colombia.

## Servicios
La Universidad de Sucre, presta además del servicio educativo, los siguientes servicios:

### Centro de Laboratorios
El Centro de Laboratorios a través de su talento humano competente, recurso logístico, gestión tecnológica y administrativa, apoya a los programas académicos de la Universidad de Sucre en el desarrollo de prácticas de laboratorios para la docencia, proyectos de investigación, extensión y proyección social, y ofrece a la comunidad la venta de servicios de análisis de laboratorios, y prácticas académicas a Instituciones educativas de la región Caribe.
Sede Puerta Roja
- Biología I
- Biología II
- Química I
- Química II
- Fitoquímica
- Física
- Fisicoquímica
- Biología vegetal
- Electrónica Básica
- Electrónica de Control, Potencia y Automatización
- Suelos y Aguas - Docencia y Extensión
- Microbiología - Docencia
- Microbiología - Investigación y Extensión
- Biotecnología
- Cultivo de Tejidos Vegetales
- Entomología
- Hidráulica
- Mecánica de Suelos y Pavimentos
- Materiales y Estructuras
- Topografía
- Geomática
- Maquinaria y Mecanización Agrícola
- Consultorio Jurídico
- Asesorías Contables y Administrativas

Sede Puerta Blanca
- Simulación Clínica
- Multifuncional
- Anfiteatro
- Patología - Histología
- Investigaciones Biomédicas

Sede Puerta Verde
- Planta de Operaciones Unitarias
- Nutrición Animal
- Reproducción Animal
- Lácteos y Alimentos
- Fauna Silvestre
- Reproducción Acuática

### Centro de Diagnóstico Médico
El Centro de Diagnóstico médico de la Universidad de Sucre es una institución de mediana y baja complejidad, que brinda servicios de promoción y prevención, diagnóstico y tratamiento con calidad, trato humanizado y seguro, profesionales cualificados, apoyados en la relación docencia servicio, contando con tecnología e infraestructura adecuada para satisfacer las expectativas del usuario y su familia.
Consulta Externa
- Medicina General
- Psicología
- Rayos X:Periapicales y Oclusal
- Optometría

Servicio de Apoyo Diagnóstico y Terapéutico
- Laboratorio Clínico.
- Terapia del Lenguaje

Promoción de la Salud y Prevención de la Enfermedad
- Valoración Auditiva
- Prevención Oral

Consultas Especializadas
- Oftalmología
- Otorrinolaringología
- Salud Ocupacional

Otros Servicios
- Laboratorio Clínico de mediana complejidad.
- Electroencefalograma
- Electrocardiograma
- Radiología e Imágenes Diagnostica
- Pruebas Audiológicas: Audiometría,Impedanciometría,Logoaudiometría
- Potencial de evocado auditivo de tallo cerebral-bera otoneurológico o sitio de lesión
- Potencial de evocado auditivo de tallo cerebral-bera audiométrico
- Potencial de evocado auditivo – tamizaje neonatal
- Potencial evocado visual
- Potencial evocado somatosensorial
- Adaptación y suministro de audífonos digitales

### Centro de Lenguas Extranjeras
El Centro de Lenguas Extranjeras de la Universidad de Sucre, CLEUS, adscrito a la Facultad de Educación y Ciencias fue creado mediante acuerdo 05 de 2005 del Consejo Superior y cuenta con la aprobación de la Secretaría Municipal de Educación mediante resolución número 3684 del 4 de diciembre de 2008.
Promovemos la enseñanza de lenguas extranjeras de acuerdo a los requerimientos de la comunidad universitaria y del público en general de la región ofreciendo cursos de idiomas para la comunicación, la movilidad, el trabajo y el desarrollo humano a través del Programa de Extensión y Proyección Social con los cuales respondemos a las necesidades de nuestro contexto para universalizar el conocimiento y la cultura, a través de un equipo humano competente y de una infraestructura adecuada para el desarrollo de proyectos educativos soportados en procesos de calidad.
El Centro de Lenguas Extranjeras ofrece entre otros, cursos de inglés, dirigidos a adultos, adolescentes y niños ( 7 años en adelante). Los niveles que se ofrecen son de acuerdo al marco común europeo: A1, A2, B1, B2, C1 y C2. Ofrece a su vez cursos de portugués, actualmente nivel A1 y en francés desde nivel A1 hasta C2. Además, se ofrece el programa de bilingüismo a entidades territoriales, y a otras Universidades de la región en convenio.

### Emisora Unisucre Fm Stereo 100.8
La Universidad de Sucre, cuenta con la emisora institucional Unisucre FM Stereo 100.8, la cual funciona las 24 horas del día con una programación variada, la cual va desde las noticias más importantes de la Institución, de Sincelejo, Sucre, Colombia y el Mundo hasta la más variada música como porros, vallenato, merengue, salsa y reguetón, entre otros.